# AU Microscopii

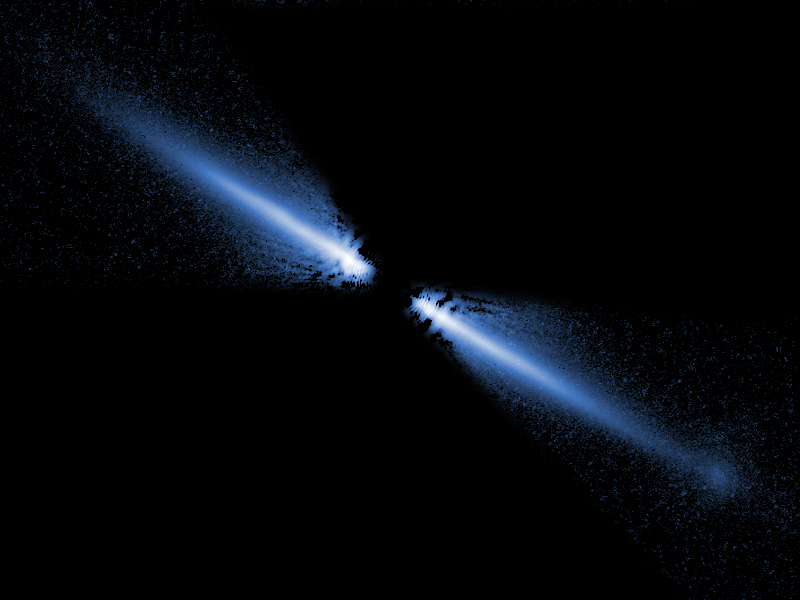
AU Microscopii's fragmentskiva

AU Microscopii är en röd dvärg på 32 ljusårs avstånd från jorden. Den är en variabel stjärna och medlem av Rörelsegruppen Beta Pictoris. AU Microscopii observerades först med Rymdteleskopet Hubble, då det märkte en stor cirkumstellär skiva runt stjärnan, likt vårt kuiperbälte.  AU Microscopii är en ung stjärna, bara ungefär 12 miljoner år gammal, men eventuella planeter ska vara färdigbildade om detta förekommit.

## Fragmentskivan
Stoftringen är ca 64 000 000 kilometer i diameter och ett resultat av fortgående kollisionsprocesser. Den uppvisar de flesta drag som man kräver av en gasfattig så kallad fragmentskiva.
Den inre delen av skivan är asymmetrisk och uppvisar struktur i sina inre 40 AU.  Denna inre struktur har jämförts med vad som är att vänta, om skivan påverkas av större kroppar eller nyligen har bildat planeter.
Närvaron av det inre hålet och den asymmetriska strukturen har inspirerat ett antal astronomer att leta efter planeter i banor kring AU Microscopii.  År 2007 hade sökandet ännu inte lett till någon upptäckt av planeter.